# Debi Diamond
Debi Diamond (California, 1º maggio 1965) è un'ex attrice pornografica e regista statunitense.

## Biografia e carriera pornografica
È apparsa per la prima volta in un film pornografico nel 1983 con lo pseudonimo di Shelly Rey. L'apice della carriera, tuttavia, lo ha raggiunto negli anni novanta, quando ha lavorato non-stop nel settore del cinema a luci rosse e ha ricevuto svariati riconoscimenti, tra cui gli XRCO e gli AVN Halls of Fame.
Debi è riapparsa su MySpace dopo 12 anni di assenza dalle scene. In un'intervista rilasciata al giornalista pornografico Gene Ross ha dichiarato che, nel frattempo, si era sposata (per poi divorziare) e aveva avuto tre figli. Ha quindi ripreso in considerazione l'ipotesi di ritornare nelle scene ma per adesso ha lanciato il suo sito web personale.
Nel 2008 è rientrata nell'industria pornografica per la Zero Tolerance Entertainment, girando insieme a James Deen You've Got a Mother Thing Cumming 3. Nel 2010 ha fondato la sua casa di produzione, la Debi Diamond Films. Nel 2013 ha girato la sua ultima scena e con oltre 660 film, 7 AVN e 5 XRCO la sua carriera si è conclusa.

## Riconoscimenti

### AVN Awards
- 1990 – Best Couples Sex Scene (video) per The Chameleon con Tom Byron[7]
- 1990 – Best Group Sex Scene (video) per Gang Bangs II con Randy West, Mark Wallice, Blake Palmer e Jesse Estearn[8]
- 1994 – Female Performer of the Year[9]
- 1995 – Best Group Sex Scene (film) per Sex con Misty Rain, Diva, Gerry Pike[10]
- 1995 – Most Outrageous Sex Scene per Depraved Fantasies con Bionca e Tammi Ann[11]
- 1995 – Best All-Girl Sex Scene (video) per Buttslammers 4 con Felecia e Bionca[12]
- 1995 – Best All-Girl Sex Scene (film) per The Dinner Party con Misty Rain e Celeste[13]

### F.O.X.E
- 1995 - Female Fan Favorite[14]

### Legends of Erotica
Hall of Fame

### XRCO Award
- 1990 - Best Group Sex Scene per Gang Bangs II con Randy West, Mark Wallice, Blake Palmer e Jesse Estearn[16]
- 1993 - Unsung Siren[17]
- 1994 - Female Performer - Body of Work[18]
- 1994 - Hall of Fame[19]
- 1995 - Best Girl-Girl Sex Scene per The Dinner Party con Misty Rain e Celeste[20]

## Filmografia

### Attrice
- Golden Girls Film 106 (1982)
- All American Girls 2: In Heat (1983)
- Bad Girls 2 (1983)
- Diamond Collection 45 (1983)
- Golden Girls 10 (1983)
- Her Wicked Ways (1983)
- San Fernando Valley Girls (1983)
- Suze's Centerfolds 7 (1983)
- Wine Me, Dine Me, 69 Me (1983)
- All American Girls 3: Up Up and Away (1984)
- Collection 6 (1984)
- Sister Dearest (1984)
- Stud Hunters (1984)
- Suze's Centerfolds 9 (1984)
- Talk Dirty to Me 3 (1984)
- Perfect Fit (1985)
- Lust Weekend (1988)
- Make Me Sweat (1988)
- Skin Dive (1988)
- Angelica (1989)
- Big Tease 1 (1989)
- Bratgirl (1989)
- Breathless (1989)
- Buttnicks (1989)
- Butts Motel 2 (1989)
- Butts Motel 3 (1989)
- Case of the Cockney Cupcake (1989)
- Chameleon (1989)
- Desert Foxes (1989)
- Diamond in the Rough (1989)
- Future Lust (1989)
- Gang Bangs 2 (1989)
- Girls of Double D 11 (1989)
- Hershe Highway 2 (1989)
- Hotel Paradise (1989)
- Icy Hot (1989)
- Introducing Charli (1989)
- Introducing Tabitha (1989)
- Kascha's Days And Nights (1989)
- Legend of Sleepy Hollow (1989)
- Lesbian Lingerie Fantasy 2 (1989)
- Low Blows (1989)
- Magic Shower (1989)
- Party in the Rear (1989)
- Route 69 (1989)
- Sexual Zone (1989)
- Single Girl Masturbation 2 (1989)
- Soaked to the Bone (1989)
- Stairway to Heaven (1989)
- Stiff Magnolias (1989)
- Super Tramp (1989)
- Talk Dirty to Me 3 (new) (1989)
- True Love (1989)
- Unforgivable (1989)
- Vixens (1989)
- Who Shaved Aja (1989)
- Whore (1989)
- Words Of Love (1989)
- Young Girls in Tight Jeans (1989)
- Backdoor to Hollywood 14 (1990)
- Backdoor to Hollywood 9 (1990)
- Beauties and the Beast (1990)
- Between the Cheeks 2 (1990)
- Big Melons 35 (1990)
- Big Tease 2 (1990)
- Black Cobra (1990)
- Blacks and Blondes: The Movie (1990)
- Boobs Butts and Bloopers 1 (1990)
- Book (1990)
- Caught from Behind 13 (1990)
- Cheeks 3 (1990)
- Deep Throat 4 (1990)
- Denim Dolls (1990)
- Denim Dolls 2 (1990)
- Diamond For Sale (1990)
- Diamond in the Raw (1990)
- Earth Girls Are Sleazy (1990)
- End Of Innocence (1990)
- Everything Butt 1 (1990)
- Friday Night Fever (1990)
- Fun In A Bun (1990)
- Girl Country (1990)
- Good Time Charli (1990)
- Hardbreak Ridge: A Team 3 (1990)
- Hershe Highway 3 (1990)
- Honeymoon (1990)
- L.A. Fantasies (1990)
- Last Good-bi (1990)
- Mistaken Identity (1990)
- My Friend My Lover (1990)
- Nasty Girls (1990)
- Naughty Nineties (1990)
- Night At The Wax Works (1990)
- Not So Innocent (1990)
- Paler Shade Of Blue (1990)
- Paris Blues (1990)
- Racquel On Fire (1990)
- Say Something Nasty (1990)
- Scandalous (1990)
- Send Me An Angel (1990)
- She's Ready (1990)
- Single Girl Masturbation 3 (1990)
- Six Nine Love (1990)
- Some Like It Hot (1990)
- Sporting Illustrated (1990)
- Squirt Em Cowgirl (1990)
- Sunstroke (1990)
- Tailgunners (1990)
- Taste of Debi (1990)
- These Buns For Hire (1990)
- Toys 4 Us 3 (1990)
- Uncut Diamond (1990)
- Vegas: Snake Eyes (1990)
- Whole Diamond (1990)
- Wild Fire (1990)
- All American Girl (1991)
- Best of Buttman 1 (1991)
- Best of Caught from Behind 5 (1991)
- City of Sin 1 (1991)
- Deep Cheeks (1991)
- Deep Cheeks 2 (1991)
- Deep Inside Victoria Paris (1991)
- Deep Throat 5 (1991)
- Dirty Little Movies (1991)
- Easy Pussy (1991)
- Easy Way (1991)
- Hump up the Volume (1991)
- Ladies Lovin' Ladies 2 (1991)
- Little Christmas Tail (1991)
- Little Irresistible (1991)
- Maneaters (1991)
- New Girlfriend (1991)
- Nighttime Stories (1991)
- Nothing But Trouble (1991)
- Passion From Behind (1991)
- Pin-up (1991)
- Rapture (1991)
- Raunchy Ranch (1991)
- Sex Nurses (1991)
- Shameless (1991)
- Skippy, Jif And Jam (1991)
- Slurp (1991)
- Soft Tail (1991)
- Starlet (1991)
- Steamy Windows (1991)
- Three's A Crowd (1991)
- Truth And Bare (1991)
- Welcome to Dallas (1991)
- Adult Video News Awards 1992 (1992)
- After Midnight (1992)
- Anal Attitude (1992)
- Baccarat 2 (1992)
- Backing In 3 (1992)
- Bedtime Stories (1992)
- Best of Backdoor to Hollywood (1992)
- Best of Hershe Highway (1992)
- Between Her Thighs (1992)
- Cape Rear (1992)
- Chocolate and Vanilla Twist (1992)
- Debi Does Girls (1992)
- Dragon Lady 2 (1992)
- Eternal Idol (1992)
- Gangbang Girl 3 (1992)
- Gangbang Girl 4 (1992)
- Lick Bush (1992)
- Made in Japan (1992)
- Mega Splash 1: Peter North (1992)
- Oriental Temptations (1992)
- Overnight Sensation (1992)
- Princess Orgasma And The Magic Bed (1992)
- Saturday Night Porn 1 (1992)
- Screamer (1992)
- Student Nurses (1992)
- Valleys of the Moon (1992)
- Venus of the Nile (1992)
- Wild and Wicked 2 (1992)
- Anal Asspirations (1993)
- Anus and Andy (1993)
- Anything Goes (1993)
- Bend Over (1993)
- Best of Talk Dirty 2 (1993)
- Bet (1993)
- Bitches (1993)
- Black For More (1993)
- Blinded By Love (1993)
- Bottoms Up (II) (1993)
- Breastman Does The Himalayas (1993)
- Burgundy Blues (1993)
- Burning Secrets (1993)
- Bustin' Loose (1993)
- Bustin' Thru (1993)
- Butt Boss (1993)
- Butt Sisters Do LA (1993)
- Butt's Up Doc 4 (1993)
- Buttslammers 3 (1993)
- Buttslammers 4 (1993)
- Cajun Heat (1993)
- Candy Snacker (1993)
- Caught from Behind 18 (1993)
- Cheerleader Nurses (1993)
- Christmas Carol (1993)
- Club DV8 1 (1993)
- Club DV8 2 (1993)
- Corruption Of Christina (1993)
- County Line (1993)
- Debbie Does Dallas Again (1993)
- Deep Cover (1993)
- Diamond Collection Double X 70 (1993)
- Diamond Collection Double X 78 (1993)
- Diamond in the Rough (1993)
- Dickheads (1993)
- Dirty Little Lies (1993)
- Double D Dykes 9 (1993)
- Double Down (1993)
- Essence Of A Woman (1993)
- Femme Fatale (1993)
- Frat Girls Of Double Double D (1993)
- Full Throttle Girls 1 (1993)
- Fury (1993)
- Gang Bang Cum Shots 2 (1993)
- Gang Bang Face Bath 1 (1993)
- Girls Will Be Boys 5 (1993)
- Good The Bad And The Snuggly (1993)
- Good Vibrations (1993)
- Governess (1993)
- Hollywood Temps (1993)
- Hollywood X-posed 2 (1993)
- Hot Tight Asses 3 (1993)
- Hypnotic Passions (1993)
- I Want A Divorce! (1993)
- Immortal Desire (1993)
- Jailhouse Cock (1993)
- Kadillac And DeVell (1993)
- Last Action Whore (1993)
- Look (1993)
- Loopholes (1993)
- Love Doctor (1993)
- Memories Of Dolly 2 (1993)
- Mindshadows 1 (1993)
- Miss Anal America (1993)
- Night And Day 2 (1993)
- Nightvision (1993)
- No Man's Land 8 (1993)
- Nothing Personal (1993)
- On The Come Line (1993)
- Orgy (1993)
- Orgy 2 (1993)
- Orgy 3 (1993)
- Outlaws (1993)
- Party Of Payne (1993)
- Peepland (1993)
- Precious Cargo (1993)
- Prescription For Pleasure (1993)
- Proposta oscena (1993)
- Pussy Galore (1993)
- Pussyman 3 (1993)
- Pussyman 4 (1993)
- Radical Affairs 7 (1993)
- Raunch 8 (1993)
- Real In Windows (1993)
- Real TIckeTS 1 (1993)
- Reds (1993)
- Rehearsal (1993)
- Saturday Night Porn 2 (1993)
- Screamin' Mimi (1993)
- Sensual Exposure (1993)
- Sexcess (1993)
- Sexmares 1 (1993)
- Sexophrenia (1993)
- Shear Ecstasy (1993)
- Shiver (1993)
- Skippy, Jif And Jam (new) (1993)
- Smart Ass Delinquent (1993)
- So I Married A Lesbian... (1993)
- Sodomania 5 (1993)
- Sodomania 6 (1993)
- Songbird (1993)
- Squirt 2 - Second Cumming Of Sarah Jane (1993)
- Steam (1993)
- Take The A Train (1993)
- Tales Of Tribeca (1993)
- Three Wives (1993)
- Trashy Ladies (1993)
- View To Thrill (1993)
- Virtual Reality (1993)
- Women (1993)
- WPINK TV 5 (1993)
- 10000 Anal Maniacs 2: The D.P. Years (1994)
- All the President's Women (1994)
- Anal Mystique (1994)
- Anal Persuasion (1994)
- Anal Secrets (1994)
- Analizer (1994)
- Bachelor Party 1 (1994)
- Bad Girls 1: Lockdown (1994)
- Bad Girls 2: Strip Search (1994)
- Beauties and the Beast (new) (1994)
- Big Bang 2 (1994)
- Black Butt Jungle (1994)
- Bloopers (1994)
- Buffy Malibu's Nasty Girls 6 (1994)
- Buffy Malibu's Nasty Girls 7 (1994)
- Butt Hunt (1994)
- Buttslammers 5 (1994)
- Buttslammers 6 (1994)
- Buttslammers 7 (1994)
- Candy Factory (1994)
- Caught from Behind 19 (1994)
- Centerfold Celebrities '94 2 (1994)
- Close to the Edge (1994)
- Covergirl (1994)
- Creme De Femme (1994)
- Debbie Does Dallas 20th Anniversary Edition (new) (1994)
- Debi Diamond's Dirty Panties (1994)
- Depraved Fantasies 1 (1994)
- Depraved Fantasies 2 (1994)
- Desert Moon (1994)
- Dial A For Anal (1994)
- Dinner Party 1 (1994)
- Dippy Longcocking (1994)
- Dirt Bags (1994)
- Dirty Doc's Butt Bangers 2 (1994)
- Dirty Doc's Butt Bangers 6 (1994)
- Dirty Doc's Lesbi' Friends 14 (1994)
- Dirty Doc's Lesbi' Friends 16 (1994)
- Dirty Doc's Lesbi' Friends 2 (1994)
- Dirty Doc's Lesbi' Friends 7 (1994)
- Dirty Panties (1994)
- Doggie Style (1994)
- Dollar And Yen (1994)
- DP2 The Mighty Phucks (1994)
- Dr. Feelgood Sex Psychiatrist (1994)
- Dungeon Dykes 1 (1994)
- Dungeon Dykes 2 (1994)
- Extreme Sex 2: The Dungeon (1994)
- Farmer's Daughters (1994)
- Girl's Affair 4 (1994)
- Happy Ending (1994)
- High Heel Harlots 4 (1994)
- Hole In One (1994)
- Hot Tight Asses 7 (1994)
- Hourman (1994)
- In Search Of Blonde Butt Babes (1994)
- In X-cess (1994)
- Just Lesbians (1994)
- Kym Wilde's On The Edge 13 (1994)
- Lesbian Castle (1994)
- Lessons 'n Love (1994)
- Love Bunnies 6 (1994)
- Love Bunnies 7 (1994)
- Makin' It (1994)
- Mating Pot (1994)
- Micro Video Super Special (1994)
- Mindsex (1994)
- Naughty In Nature (1994)
- Neighbors (1994)
- Overtime: Dyke Overflow (1994)
- Passion (1994)
- Peepshow (1994)
- Performer of the Year (1994)
- Pornomania 1 (1994)
- Pouring It On (1994)
- R.E.A.L. 1 (1994)
- Raw 2 (1994)
- Reel World 2 (1994)
- Return of the Cheerleader Nurses (1994)
- Return of the Cheerleader Nurses (new) (1994)
- Selina's Prey (1994)
- Sex 1 (1994)
- Sex Scandals (1994)
- Shame (1994)
- Slippery When Wet (1994)
- Sloppy Seconds (1994)
- So You Wanna Be In The Movies (1994)
- Sodomania: Baddest of the Best (1994)
- Stand Up (1994)
- Strange Sex In Strange Places (1994)
- Stranger at the Backdoor (1994)
- Stripper Nurses (1994)
- Submission Of Ariana (1994)
- Suburban Nymphos (1994)
- Surprise (1994)
- Swallow (1994)
- Takin' It To The Limit 1 (1994)
- Uncovered (1994)
- Used and Abused 1 (1994)
- Video Roulette (1994)
- Above The Knee (1995)
- Addictive Desires (1995)
- After Midnight (1995)
- Anal Al's Adventures (1995)
- Anal Babes (1995)
- Anal Europe 8 (1995)
- Anal Woman 3 (1995)
- Artist (1995)
- Ass Dweller (1995)
- Ass Openers 3 (1995)
- Attic Toys (1995)
- Backing In 6 (1995)
- Backing In 7 (1995)
- Best of Buttslammers 1 (1995)
- Big Boob Ball (1995)
- Boiling Point (1995)
- Bun Masters (1995)
- Butt Jammers 4: Anal Overload (1995)
- Butt X Files (1995)
- Butthead Dreams: Mission Impenetrable (1995)
- Checkmate (1995)
- Coming Attractions (1995)
- Compulsive Behaviour (1995)
- Cumming Of Ass (1995)
- Cunthunt (1995)
- Debi Diamond: Mega Mistress (1995)
- Debi Diamond's Dirty Dykes 1 (1995)
- Debi Diamond's Dirty Dykes 2 (1995)
- Decadence (II) (1995)
- Deep Inside Debi Diamond (1995)
- Deep Inside P.J. Sparxx (1995)
- Diamond Likes It Rough (1995)
- Dirty Laundry 2 (1995)
- Down and Dirty: Debi Diamond (1995)
- Dresden Diary 11: Endangered Secrets (1995)
- Dresden Diary 12 (1995)
- Extreme Sex 3: Wired (1995)
- Extreme Sex 4: The Experiment (1995)
- Fatal Illusion (1995)
- Firecrackers (1995)
- First Time Ever 1 (1995)
- Forbidden Pleasures (1995)
- Full Moon Fever (1995)
- Girl With The Heart-shaped Tattoo (1995)
- Hollywood Backside 5 (1995)
- Horny Henry's Snowballing Adventure (1995)
- Hose Jobs (1995)
- Hotel Sodom 1 (1995)
- Hotel Sodom 8 (1995)
- Kym Wilde's On The Edge 14 (1995)
- Kym Wilde's On The Edge 15 (1995)
- Kym Wilde's On The Edge 19 (1995)
- Kym Wilde's On The Edge 21 (1995)
- Latex (1995)
- Leatherbound Dykes From Hell 5 (1995)
- Lustfully Yours (1995)
- Maliboob Beach (1995)
- Misty Rain's Anal Orgy (1995)
- Models, Etc. (1995)
- No Man's Land 11 (1995)
- Overtime 4: Oral Hijinx (1995)
- Overtime: Dyke Overflow 3 (1995)
- Prisoners Of Pain (1995)
- Pussyman 11 (1995)
- Real TIckeTS 2 (1995)
- Rear Entry (1995)
- Reflections (1995)
- Reservoir Bitches (1995)
- Rumpman Caught In An Anal Avalanche (1995)
- Sapphire (1995)
- Sex 2 Fate (1995)
- Sex In Abissi (1995)
- Sex Lives of Clowns (1995)
- Shelby's Forbidden Fears (1995)
- Shock (1995)
- Simply Sex... Adults Only (1995)
- Sluthunt 1 (1995)
- Social Club (1995)
- Spiked Heel Diaries 3 (1995)
- Stuff Your Face 2 (1995)
- Talking Trash 1 (1995)
- Talking Trash 2 (1995)
- Tammi Ann: The Girl Just Can't Help It (1995)
- Training 2 (1995)
- Tyffany Million Diaries (1995)
- Upbeat Love (1995)
- Vagina Beach (1995)
- Violation of Alexandria Dane (1995)
- Violation of Kia (1995)
- Violation of Rachel Love (1995)
- Wanted (1995)
- Why Things Burn (1995)
- Wicked WaXXX WorXXX (1995)
- Wild Breed (1995)
- Wild Dreams (1995)
- Willing And Wilder (1995)
- American Perverse 1 (1996)
- American Perverse 2 (1996)
- Ass Openers 1 (1996)
- Ass Openers 2 (1996)
- Crack Masters 2 (1996)
- Debi's Darkest Desires (1996)
- Deep Inside Misty Rain (1996)
- Diamond in the Raw (1996)
- Hells Anals (1996)
- Kinky Cameraman 1 (1996)
- Kinky Cameraman 2 (1996)
- Nurses Bound By Duty (1996)
- Ona's Doll House 6 (1996)
- Sorority Sluts 1 (1996)
- Suburban Swingers 2 (1996)
- Wet Shots (1996)
- Anal Assassins (1997)
- Anal Star 2 (1997)
- Ariana Top to Bottom (1997)
- Ass Openers 4 (1997)
- Bizarre Mistress Series: Ariana (1997)
- Bloopers 2 (1997)
- Deep Inside Asia Carrera (1997)
- Sodomania: Slop Shots 1 (1997)
- Temptress (1997)
- Ultimate Submissives 6: Best of Debi Diamond (1997)
- Ass Openers 17 (1998)
- Bikini Sluts (1998)
- Born Bad (1998)
- Last Movie (1998)
- Special Delivery (II) (1998)
- Fetish Fanatics 10 (1999)
- All Girl Pussy Lickers (2000)
- Cum Shots 2 (2000)
- Ruby's All Night Diner (2000)
- Debi Diamond: Up Close and Personal (2002)
- Deep Inside Debi Diamond (2002)
- Girls Only: Janine (2002)
- Return of the Cheerleader Nurses (new) (2002)
- Deep Inside Sunset Thomas (2003)
- Eager Beavers (2003)
- Never Enough (2003)
- Swedish Erotica 4Hr 24 (2003)
- Battle of the Titans: Peter North vs. John Holmes (2004)
- Double Dippin (2004)
- Vivid Girl: Janine (2004)
- Wild Wild Chest (2004)
- Clam Smackers (2005)
- Incredible Janine (2005)
- Lettin' Her Fingers Do The Walking (2005)
- Blonde Legends (2007)
- Swedish Erotica 75 (new) (2007)
- Swedish Erotica 87 (2007)
- When MILFs Attack (II) (2008)
- A POV BJ Just For You (2009)
- Back Strokes and Toilette Fantasies (2009)
- Bianca Does Debi Diamond (2009)
- Cougar Club 2 (2009)
- Debi Dominates Jimmy Broadway (2009)
- Debi Dominates Pierce (2009)
- Dirty Over 30 3 (2009)
- Dirty Rotten Mother Fuckers 3 (2009)
- Everything Butt 7101 (2009)
- Kittens and Cougars 1 (2009)
- MILF Bone 3 (2009)
- MILF Legends 2 (2009)
- MILF Lesbians (2009)
- MILFs Wide Open (2009)
- Mother Load 5 (2009)
- Mother Suckers 1 (2009)
- No Man's Land MILF Edition 3 (2009)
- Older Women Say Ahh 2 (2009)
- Amateur Threesomes (2010)
- Amazon Dominatrix (2010)
- Captured Cougars (2010)
- Crack: The Sound Of Pain (2010)
- Dark Journey of Debi Diamond (2010)
- Dark Journey of Debi Diamond 2 (2010)
- Deb Gets It From Bionca Seven (2010)
- Debi Diamond: The Nasty Years (2010)
- Debi Does Dana Lea (2010)
- Debi Does Hershel (2010)
- Domination of Debi Diamond (2010)
- Femdom Reverse Strapon Gangbang (2010)
- Femdoms in the Dungeon: Debi Diamond (2010)
- Gia: Portrait of a Pornstar (2010)
- Just the Cum Slut 5 (2010)
- Lesbian Beauties 5: Mature Women (2010)
- Lesbian Hitchhiker 1 (2010)
- MILF Bj's (2010)
- Milf Threesome with Debi Diamond (2010)
- Mommy Blows Best 4 (2010)
- Mommy Knows Best 2 (2010)
- Monster Mommies 2 (2010)
- Throated 27 (2010)
- Ultimate Orgasms (2010)
- Why Haven't You Fucked Me In 25 Years? (2010)
- Bitchy Bitches (2011)
- I, Mother-Fucker (2011)
- Peter North's Hard to Swallow (2011)
- Yeah I Fucked Your Mother 2 (2011)
- Clean My Ass 5 (2012)
- Porn Legacy (2012)
- Super Stud Spectacular: Tom Byron (2012)
- Big Tits and Blowjobs 3 (2013)
- My Mom's A Slut (2013)
- Mothers That Please (2014)

### Regista
- This Isn't Max Hardcore: A XXX Parody (2010)